# Cheumatopsyche socia
Cheumatopsyche socia là một loài Trichoptera trong họ Hydropsychidae. Chúng phân bố ở miền Cổ bắc.